# Emily Haines
Emily Haines (Nuova Delhi, 25 gennaio 1974) è una cantante canadese, membro dei gruppi Metric e Broken Social Scene.
È figlia del poeta canadese Paul Haines e sorella della giornalista televisiva Avery Haines. Il fratello Tim dirige la Blustreak Records a Peterborough.
Haines è nata a New Delhi e cresciuta in Canada. Il padre Paul le fece ascoltare musica eclettica come Carla Bley, Robert Wyatt e in seguito PJ Harvey. In seguito Haines ha seguito le orme dei familiari frequentando la Etobicoke School of the Arts, dove incontrò Amy Millan e Kevin Drew, con cui ha collaborato nei Broken Social Scene e Stars.
Haines e Millan hanno formato un gruppo verso il 1990.
Haines inizia poi una carriera solista pubblicando due album, Cut in Half and Also Double e Knives Don't Have Your Back, suonando il pianoforte. Con i Metric ha inciso cinque album.

## Discografia

### Solista
Emily Haines
- 1996 - Cut in Half and Also Double

Emily Haines & The Soft Skeleton
- 2006 - Knives Don't Have Your Back
- 2007 - What Is Free to a Good Home? (EP)
- 2017 - Choir of the Mind

### Album con i Metric
- 2003 - Old World Underground, Where Are You Now?
- 2007 - Grow Up and Blow Away
- 2005 - Live It Out
- 2009 - Fantasies
- 2012 - Synthetica
- 2015 - Pagans in Vegas
- 2018 - Art of Doubt
- 2022 - Formentera